# Veerapandi
Veerapandi é uma vila no distrito de Coimbatore, no estado indiano de Tamil Nadu.

## Demografia
Segundo o censo de 2001, Veerapandi tinha uma população de 21,911 habitantes. Os indivíduos do sexo masculino constituem 53% da população e os do sexo feminino 47%. Veerapandi tem uma taxa de literacia de 66%, superior à média nacional de 59.5%: a literacia no sexo masculino é de 73% e no sexo feminino é de 59%. Em Veerapandi, 11% da população está abaixo dos 6 anos de idade.